# Kwinti
Les Kwinti sont un groupe ethnique vivant dans la forêt intérieure du Suriname. 

## Histoire
Les Kwinti sont un peuple issu du marronnage : ils sont l'ethnie la plus petite et la moins connue des peuples marrons d'Amérique du Sud, environ 35 000 personnes descendantes d'esclaves rebelles qui se sont enfuis et cachés au Suriname pendant les dix-septième et dix-huitième siècles.
Trois mythes fondateurs s'affrontent : la tradition orale de la région ne permet pas de bénéficier de sources définitives. La première histoire orale veut que des esclaves se soient enfuis de Berbice pendant la grande révolte des esclaves de 1763. Une deuxième théorie est que le grand chef Kofi a organisé une fuite de la région Para. Enfin, Kofi pourrait être le grand frère, ou un ami esclave, de Boni, un dirigeant marron légendaire du Suriname,.
L'ethnie vivant cachée dans la mangrove du Suriname, elle échappe très longtemps à l'influence occidentale. Les Kwinti occupent trois villages principaux sur les bords de deux rivières ; ces villages ne communiquent pas entre eux.

## Langue
Leur langue portant le même nom, est parlé par moins de mille personnes.

## Sujet d'étude
En 1976, plus de 1 330 ouvrages d'anthropologie traitent du peuple kwinti. Au début des années 1970, l'anthropologue Dirk van der Elst étudie deux villages kwinti, Bitagron et Kaaimanston.